# Surprise partie chez Tom et Jerry
Pour les articles homonymes, voir Surprise-partie (homonymie).
Pour plus de détails, voir Fiche technique et Distribution.
Surprise partie chez Tom et Jerry (Saturday Evening Puss) est le 48e court métrage d'animation de la série américaine Tom et Jerry réalisé par William Hanna et Joseph Barbera et sorti le 14 janvier 1950 aux États-Unis.